# Zinaida Brumberg
Zinaida Siemionowna Brumberg (ros. Зинаида Семёновна Брумберг; ur. 2 sierpnia 1900 w Moskwie, zm. 9 lutego 1983 tamże) – radziecka animatorka, reżyserka i scenarzystka filmów animowanych. Młodsza siostra Walentiny Brumberg. Zasłużony Działacz Sztuk RFSRR (1968).

## Życiorys
Ukończyła Wchutiemas. Była współautorką oraz współreżyserką filmów animowanych, które tworzyła razem ze swoją starszą siostrą Walentiną. Do 1935 roku siostry pracowały we współpracy z reżyserem Nikołajem Chodatajewem i Iwanem Iwanowem-Wano, a od 1937 zaczęły swoją samodzielną działalność twórczą. Filmy sióstr Brumberg są zróżnicowane pod względem gatunku. Prezentują m.in. satyry filmowe, współczesne baśnie i komedie muzyczne. Siostry Brumberg są pionierkami radzieckiego filmu rysunkowego.

## Filmografia

### Animator
- 1925: Chiny w ogniu[3]

### Reżyser
- 1928: Chłopiec samojedzki[3]
- 1937: Czerwony Kapturek
- 1937: Bajka o carze Durandaju[3]
- 1938: Iwan i Baba Jaga[3]
- 1938: Kot w butach[3]
- 1941: Żurnal Sojuzmultfilmu nr 2/1941
- 1943: Bajka o carze Sałtanie[3]
- 1944: Sindbad Żeglarz[3]
- 1945: Zaginione pismo[3]
- 1948: Niegrzeczny Fiedia[3]
- 1949: Czarodziejski dzwoneczek
- 1950: Dziewczynka z cyrku[3]
- 1951: Noc wigilijna[3]
- 1953: Podróż na księżyc[3]
- 1955: Wyspa omyłek[3]
- 1957: Spełnione życzenia[4]
- 1969: Kapryśna królewna

## Nagrody na festiwalach
- Kiedy spełniają się życzenia (Исполнение желаний) – III Międzynarodowy Festiwal Filmów Animowanych w Annecy (Francja) 1960 – dyplom.
- Dzień urodzin (День рождения) – II Międzynarodowy Festiwal Filmów Krótkometrażowych w Montevideo (Urugwaj), 1960 – wyróżnienie.